# Pemalang
Pemalang (en javanais : ꦥꦼꦩꦭꦁ, translit. Pemalang) est une ville qui est la capitale de la régence de Pemalang, au centre de Java, en Indonésie. La ville couvre la zone du sous-district de Pemalang et du sous-district de Taman dans la partie nord-ouest de la régence de Pemalang. La population est de 355 230 habitants selon les données de 2010. Cette ville située sur la route septentrionale du centre de Java porte plusieurs surnoms : ville d'Ikhlas, ville verte, ville de Grombyang. Les habitants de la ville de Pemalang utilisent généralement le dialecte Javanais avec différentes variétés.